# Obory (powiat sochaczewski)
Obory – wieś w Polsce położona w województwie mazowieckim, w powiecie sochaczewskim, w gminie Iłów.
Sołectwo Arciechówek-Obory tworzą wsie Arciechówek i Obory.
W latach 1975–1998 miejscowość należała administracyjnie do województwa płockiego.

Prawdopodobnie nazwa wzięła się od usytuowania w tym miejscu dworskich obór. Wskazuje na to przynależność pobliskich łąk do majątku Lasotka, rozparcelowanych przed I wojną światową.